# ادیستو (کارولینای جنوبی)
ادیستو(به انگلیسی: Edisto) شهری در ایالت کارولینای جنوبی کشور ایالات متحده آمریکا است که جمعیت آن در سرشماری سال ۲۰۱۰ میلادی، ۲٬۵۵۹ نفر بوده‌است.